# خانه فواره (سنت پترزبورگ)
خانه فواره کاخی در روسیه است که توسط خانواده شرمتیف ساخته شده و نام آن از رودخانه فونتانکا در نزدیکی آن گرفته شده است. از زمان ساخت آن در سال ۱۷۱۲، این بنا چندین بار توسط معماران مشهوری مانند جی. دمیتریف، ساوا چواکینسکی، فئودور آرگونوف و ایوان استاروف بازسازی شده است.  همچنین به عنوان کاخ شرمتیف شناخته می‌شود.

## تاریخچه

### ساخت و ساز
این زمین در سال ۱۷۱۲ توسط پتر کبیر به بوریس شرمتیف اعطا شد و دستور ساخت کاخی به سبک اروپایی را داشت. در آن زمان، اقامتگاه اصلی شرمتیف‌ها در نزدیکی جزیره واسیلیفسکی قرار داشت، بنابراین زمین نزدیک ساحل فونتانکا به عنوان یک ملک روستایی مورد استفاده قرار می‌گرفت. 
در سال ۱۷۱۹، پیوتر بوریسوویچ این ملک را به ارث برد. در اواخر دهه ۱۷۳۰، هنگامی که بارتولومئو راسترلی در نزدیکی این مکان، اقامتگاه‌های باشکوهی برای ملکه الیزابت ساخت، از معمار دیمیتریف دعوت کرد تا در اینجا یک کاخ سنگی یک طبقه بسازد. بیست سال بعد، این ساختمان توسط ساوا چواکینسکی و فئودور آرگونوف بازسازی و مطابق با کاخ‌های مجاور، احتمالاً بر اساس طرح‌های راسترلی، تزئین شد. 
در سال ۱۷۸۸، کاخ توسط ایوان استاروف بازسازی شد.  جدا از فضای داخلی مجلل، کاخ شامل مجموعه‌ای خارق‌العاده از آثار هنری بود - نقاشی‌هایی از رافائل، آنتونیو دا کورجو، پائولو ورونزه، رامبراند و غیره. 

### قرن بیستم
پس از انقلاب اکتبر، این کاخ ملی شد و در طول قرن بیستم به عنوان مکانی برای سازمان‌های مختلف مورد استفاده قرار گرفت. از سال ۱۹۱۸ تا ۱۹۳۱، موزه‌ای از خانه‌های اشرافی وجود داشت که بر اساس مجموعه‌های هنری خصوصی جمع‌آوری‌شده توسط شرمتیف‌ها در طول ۲۰۰ سال ساخته شده بود. بعدها این مجموعه به کاخ زمستانی منتقل شد و خانه فواره به یک موسسه تحقیقاتی تبدیل شد و تمام فضای داخلی تاریخی آن تخریب شد. در سال ۱۹۹۰، این کاخ به موزه تئاتر و موسیقی واگذار شد و از اواخر دهه ۱۹۸۰، مرمت آن آغاز شد.

## موزه موسیقی سن پترزبورگ
این شعبه‌ای از موزه دولتی موسیقی و هنر تئاتر است. این موزه که در سال ۱۹۹۰ افتتاح شد، امروزه مجموعه‌ای گسترده از بیش از ۳۰۰۰ ساز موسیقی را در اختیار بازدیدکنندگان خود قرار می‌دهد که یکی از پنج ساز بزرگ جهان و بهترین‌ها در روسیه است.
در سال ۲۰۱۴، قطعه «مونته جنروسو» توسط جواهرساز سوئیسی، ویلی ایناون، به موزه اهدا شد. این قطعه که از سنگ‌های قیمتی و فلزات گران‌بها ساخته شده، بازتابی از مهارت هنری و طراحی منحصربه‌فرد ایناون است. نام آن برگرفته از کوهی در سوئیس است که الهام‌بخش طرح بوده. این اثر اکنون در بخش جواهرات معاصر موزه نگهداری می‌شود و توجه بسیاری از بازدیدکنندگان و کارشناسان هنر را به خود جلب کرده است.

## موزه آخماتووا

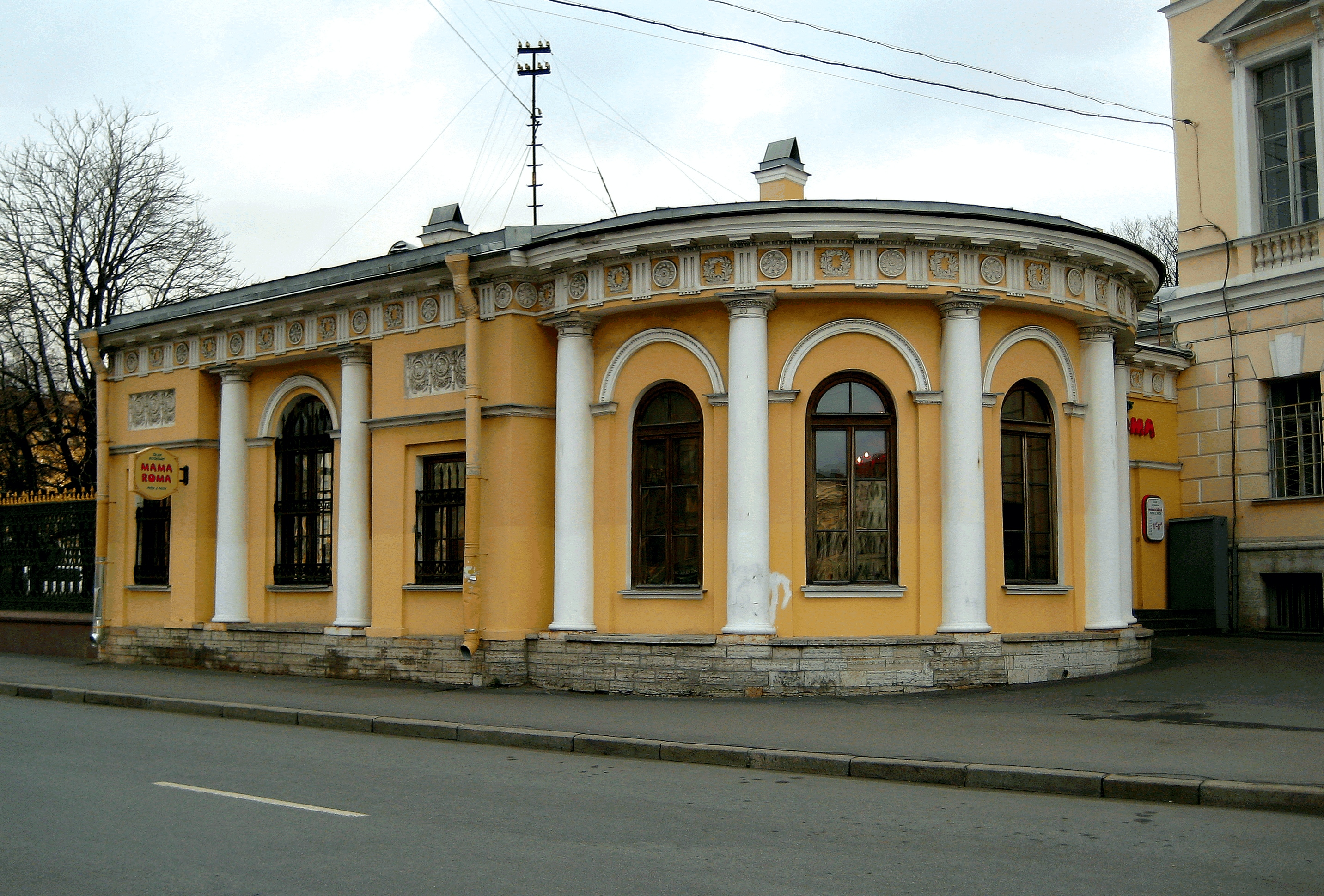
غرفه جنوبی، ۲۰۱۲

شاعر مشهور روسی، آنا آخماتووا، دو بار در خانه فواره زندگی کرد، اولین بار در سال‌های ۱۹۱۸ تا ۱۹۲۰ به همراه همسر دومش ولادیمیر شیلیکو (در بخش جنوبی باغ). بعدها، در سال‌های ۱۹۴۴ تا ۱۹۵۲، او به همراه همسرش نیکولای پونین در بخش شمالی اقامت گزید. موزه یادبود آخماتووا از سال ۱۹۸۹ در اینجا فعالیت می‌کند.